# Kurtamzali
Kurtamzali (macedónul: Куртамзали, törökül Kurthamzali) település Észak-Macedóniában, a Délkeleti körzet Dojrani járásában.

## Népesség
| Lakosok száma | 215  | 259  | 174  | 126  | 202  | 223  | 187  | 121  | 42   |
|               | 1948 | 1953 | 1961 | 1971 | 1981 | 1991 | 1994 | 2002 | 2021 |

2002-ben 121 lakosa volt, akik közül 119 török és 2 egyéb nemzetiségű.